# Jasenik (Chorwacja)
Jasenik – wieś w Chorwacji, w żupanii bielowarsko-bilogorskiej, w gminie Šandrovac. W 2011 roku liczyła 55 mieszkańców.